# Metriophasma myrsilus
Metriophasma myrsilus är en insektsart som först beskrevs av John Obadiah Westwood 1859.  Metriophasma myrsilus ingår i släktet Metriophasma och familjen Pseudophasmatidae. Inga underarter finns listade i Catalogue of Life.